# Премія «Сатурн» за найкращий іноземний фільм
Премія «Сатурн» за найкращий фільм іноземною мовою — одна з щорічних нагород, яку присуджує Академія наукової фантастики, фентезі та фільмів жахів. Премію вручали у 1979—1982 роках під назвою за найкращий іноземний фільм. Потім, після тривалої перерви, її відроджено у 2006 році.

## Переможці та номінанти

### 1970-ті
| Рік        | Кінофільм               | Країна            | Мова                            |
| ---------- | ----------------------- | ----------------- | ------------------------------- |
| 7-а (1979) | Адела ще не вечеряла    | Чехословаччина    | Чеська                          |
| 7-а (1979) | Мовчазна Флейта         | США               | Англійська                      |
| 7-а (1979) | Носферату — привид ночі | Німеччина Франція | Англійська, німецька, румунська |
| 7-а (1979) | Патрік                  | Австралія         | Англійська                      |
| 7-а (1979) | Зіткнення зірок         | США Італія        | Англійська                      |
| 7-а (1979) | Повідомлення з космосу  | Японія            | Японська                        |

### 1980-ті
| Рік         | Кінофільм              | Країна                          | Мова          |
| ----------- | ---------------------- | ------------------------------- | ------------- |
| 8-а (1980)  | Сканнери               | Канада                          | Англійська    |
| 8-а (1980)  | Замок Каліостро        | Японія                          | Японська      |
| 8-а (1980)  | Підміна                | Канада Сполучені Штати          | Англійська    |
| 8-а (1980)  | Арлекін                | Австралія                       | Англійська    |
| 8-а (1980)  | Потяг страху           | Канада Сполучені Штати          | Англійська    |
| 9-а (1981)  | Боротьба за вогонь     | Франція Канада Сполучені Штати  | Вигадана мова |
| 9-а (1981)  | Повне коло             | Канада Велика Британія          | Англійська    |
| 9-а (1981)  | Дорожні ігри           | Австралія                       | Англійська    |
| 9-а (1981)  | Бандити часу           | Об'єднане Королівство           | Англійська    |
| 9-а (1981)  | Сторож у лісі          | Сполучені Штати Велика Британія | Англійська    |
| 10-а (1982) | Шалений Макс 2         | Австралія                       | Англійська    |
| 10-а (1982) | Ланцюгова реакція      | Австралія                       | Англійська    |
| 10-а (1982) | Клас 1984              | Канада                          | Англійська    |
| 10-а (1982) | Будинок, де мешкає зло | Сполучені Штати Японія          | Англійська    |
| 10-а (1982) | Останній фільм жахів   | Сполучені Штати                 | Англійська    |

### 2000-ті
| Рік         | Фільм                        | Країна                          | Мова                    |
| ----------- | ---------------------------- | ------------------------------- | ----------------------- |
| 33-я (2006) | Лабіринт Фавна               | Мексика                         | Іспанська               |
| 33-я (2006) | Апокаліпто                   | США                             | Іспанська               |
| 33-я (2006) | Прокляття золотої квітки     | Китай                           | Китайська               |
| 33-я (2006) | Безстрашний                  | Китай                           | Китайська               |
| 33-я (2006) | Вторгнення динозавра         | Південна Корея                  | Корейська               |
| 33-я (2006) | Листи з Іодзіми              | США                             | Японська                |
| 34-а (2007) | Східні обіцянки              | Канада Велика Британія          | Англійська              |
| 34-а (2007) | Чорна книга                  | Нідерланди                      | Нідерландська, Німецька |
| 34-а (2007) | Денна Варта                  | Росія                           | Російська               |
| 34-а (2007) | Привид Гойї                  | Іспанія США                     | Англійська              |
| 34-а (2007) | Притулок                     | Іспанія Мексика                 | Іспанська               |
| 34-а (2007) | Слідчий                      | Велика Британія                 | Англійська              |
| 35-а (2008) | Впусти мене                  | Швеція                          | Шведська                |
| 35-а (2008) | Пограбування на Бейкер-стріт | Велика Британія                 | Англійська              |
| 35-а (2008) | Заборонене царство           | США Китай                       | Англійська Китайська    |
| 35-а (2008) | Залягти на дно в Брюгге      | Велика Британія                 | Англійська              |
| 35-а (2008) | Мільйонер із нетрів          | Велика Британія Індія           | Гінді Англійська        |
| 35-а (2008) | Транссибірський експрес      | США                             | Англійська              |
| 36-а (2009) | Дев'ятий округ               | Південно-Африканська Республіка | Англійська              |
| 36-а (2009) | Імаджинаріум доктора Парнаса | Велика Британія Канада Франція  | Англійська              |
| 36-а (2009) | Мовчання Лорни               | Бельгія                         | Французька              |
| 36-а (2009) | Битва біля Червоної скелі    | Китай                           | Мандаринська            |
| 36-а (2009) | Викрадена                    | Франція                         | Англійська              |
| 36-а (2009) | Жага                         | Південна Корея                  | Корейська               |

### 2010-ті
| Рік         | Фільм                                       | Країна                                              | Мова                                                            |
| ----------- | ------------------------------------------- | --------------------------------------------------- | --------------------------------------------------------------- |
| 37-а (2010) | Монстри                                     | Велика Британія                                     | Англійська                                                      |
| 37-а (2010) | Центуріон                                   | Велика Британія                                     | Англійська                                                      |
| 37-а (2010) | Дівчина з татуюванням дракона               | Швеція                                              | Шведська                                                        |
| 37-а (2010) | Метрополіс                                  | Німеччина                                           | Німецька                                                        |
| 37-а (2010) | Мати                                        | Південна Корея                                      | Корейська                                                       |
| 37-а (2010) | Санта на продаж                             | Фінляндія                                           | Фінська Англійська                                              |
| 38-а (2011) | Шкіра, в якій я живу                        | Іспанія                                             | Іспанська                                                       |
| 38-а (2011) | Чужі на районі                              | Велика Британія                                     | Англійська                                                      |
| 38-а (2011) | Ларго Вінч: Початок                         | Франція Бельгія                                     | Французька                                                      |
| 38-а (2011) | Меланхолія                                  | Данія Франція                                       | Англійська                                                      |
| 38-а (2011) | Три години на втечу                         | Франція                                             | Французька                                                      |
| 38-а (2011) | Мисливці на тролів                          | Норвегія                                            | Норвезька                                                       |
| 39-а (2012) | Мисливці за головами                        | Норвегія                                            | Норвезька, Данська, Шведська, Російська, Англійська             |
| 39-а (2012) | Анна Кареніна                               | Велика Британія                                     | Англійська                                                      |
| 39-а (2012) | Курча з чорносливом                         | Франція Німеччина Бельгія                           | Французька                                                      |
| 39-а (2012) | Фея                                         | Бельгія Франція                                     | Французька                                                      |
| 39-а (2012) | Мій шлях                                    | Південна Корея                                      | Корейська, Японська, Російська, Німецька, Китайська, Англійська |
| 39-а (2012) | Pusher                                      | Велика Британія                                     | Англійська                                                      |
| 40-а (2013) | Великі погані вовки                         | Ізраїль                                             | Іврит                                                           |
| 40-а (2013) | Білосніжка                                  | Іспанія                                             | Без діалогів                                                    |
| 40-а (2013) | Заручники                                   | Данія                                               | Данська                                                         |
| 40-а (2013) | Як я тепер кохаю                            | Велика Британія                                     | Англійська                                                      |
| 40-а (2013) | Стокер                                      | США Велика Британія                                 | Англійська                                                      |
| 40-а (2013) | Кінець світу                                | Велика Британія                                     | Англійська                                                      |
| 41-а (2014) | Теорія всього                               | Велика Британія                                     | Англійська                                                      |
| 41-а (2014) | Люди-птахи                                  | Франція                                             | Французька, Англійська                                          |
| 41-а (2014) | Голгофа                                     | Ірландія Велика Британія                            | Англійська                                                      |
| 41-а (2014) | Форс-мажор                                  | Швеція Франція Норвегія                             | Шведська, Англійська, Французька, Норвезька                     |
| 41-а (2014) | Піна днів                                   | Франція Бельгія                                     | Французька                                                      |
| 41-а (2014) | Відплата                                    | Велика Британія Австралія                           | Англійська                                                      |
| 42-а (2015) | Турбо пацан                                 | Канада Нова Зеландія                                | Англійська                                                      |
| 42-а (2015) | Я бачу, я бачу                              | Австрія                                             | Німецька                                                        |
| 42-а (2015) | Столітній старий, який виліз у вікно і зник | Швеція                                              | Шведська                                                        |
| 42-а (2015) | У лабіринті мовчання                        | Німеччина                                           | Німецька                                                        |
| 42-а (2015) | Легенда                                     | Велика Британія                                     | Англійська                                                      |
| 42-а (2015) | Хвиля                                       | Норвегія                                            | Норвезька                                                       |
| 43-я (2016) | Служниця                                    | Південна Корея                                      | Корейська                                                       |
| 43-я (2016) | Вона                                        | Франція Німеччина                                   | Французька                                                      |
| 43-я (2016) | У порядку зникнення                         | Норвегія                                            | Норвезька                                                       |
| 43-я (2016) | Русалка                                     | Китай Гонконг                                       | Китайська                                                       |
| 43-я (2016) | Ґодзілла                                    | Японія                                              | Японська                                                        |
| 43-я (2016) | У тіні                                      | Катар Йорданія Велика Британія                      | Перська                                                         |
| 44-а (2017) | Багубалі: Завершення                        | Індія                                               | Телугу                                                          |
| 44-а (2017) | Пекло                                       | Нідерланди Франція Німеччина Швеція Велика Британія | Англійська                                                      |
| 44-а (2017) | Мешканці                                    | Ірландія                                            | Англійська                                                      |
| 44-а (2017) | Людина, який винайшов Різдво                | Ірландія Канада                                     | Англійська                                                      |
| 44-а (2017) | Квадрат                                     | Швеція Німеччина Франція Данія                      | Шведська, Англійська, Данська                                   |
| 44-а (2017) | Вовки-воїни 2                               | Китай                                               | Китайська, Англійська                                           |
| 45-а (2018) | Спалення                                    | Південна Корея                                      | Корейська                                                       |
| 45-а (2018) | Аніара                                      | Швеція Данія                                        | Шведська, Данська                                               |
| 45-а (2018) | На межі світів                              | Швеція                                              | Шведська                                                        |
| 45-а (2018) | Історії примар                              | Велика Британія                                     | Англійська                                                      |
| 45-а (2018) | Винний                                      | Данія                                               | Данська                                                         |
| 45-а (2018) | Тінь                                        | Китай                                               | Китайська                                                       |
| 46-а (2019) | Паразити                                    | Південна Корея                                      | Корейська                                                       |
| 46-а (2019) | Кролик Джоджо                               | США Нова Зеландія Чехія                             | Англійська                                                      |
| 46-а (2019) | Соловей                                     | Австралія                                           | Англійська, ірландська, палава-кані                             |
| 46-а (2019) | Державні таємниці                           | США Велика Британія                                 | Англійська                                                      |
| 46-а (2019) | Супутник                                    | Росія                                               | російська                                                       |
| 46-а (2019) | Свистуни                                    | Румунія Франція Німеччина                           | Румунська, англійська, сільбо гомеро, іспанська                 |

### 2020-ті
| Рік                   | Фільм           | Країна                 | Мова |
| --------------------- | --------------- | ---------------------- | ---- |
| 47-а (2021/22)        |                 |                        |      |
| RRR                   | Індія           | Телугу                 |      |
| Абатство Даунтон 2    | Велика Британія | Англійська             |      |
| Ейфель                | Франція         | Французька             |      |
| Неідеальний чоловік   | Німеччина       | Німецька               |      |
| Лицарі справедливості | Данія           | Данська                |      |
| Тиха ніч              | Велика Британія | Англійська             |      |
| 48-а (2022/23)        |                 |                        |      |
| Безсмертний           | Фінляндія       | Фінська                |      |
| Мадлен Коллінз        | Франція         | Французька             |      |
| Iti Mapukpukaw        | Філіппіни       | Ілоканська, тагальська |      |
| L'Origine du mal      | Франція         | Французька             |      |
| 비공식작전            | Південна Корея  | Корейська              |      |
| Не говори зі злом     | Данія           | Данська                |      |